# Challenge des Amériques masculin de hockey sur gazon 2021
Navigation
Chiclayo 2015 Lima 2024
Le Challenge des Amériques masculin de hockey sur gazon 2021 sera la troisième édition du Challenge des Amériques, le tournoi quadriennal de qualification pour la Coupe d'Amérique organisé par la Fédération panaméricaine de hockey sur gazon.
Le tournoi se déroulera parallèlement au tournoi féminin à Lima, au Pérou, du 26 septembre au 2 octobre 2021. Le tournoi devait initialement se dérouler du 27 juin au 5 juillet 2020. En raison de la pandémie de Covid-19, le tournoi a été reporté et le 4 février 2021, les dates actuelles ont été annoncées. Les finalistes se qualifieront pour la Coupe d'Amérique masculine de hockey sur gazon 2022.

## Équipes qualifiées
Au total, trois équipes se sont affrontées pour le titre:
- Pérou
- Mexique
- Équateur

## Résultats

### Poule
| Rang | Équipe   | J | V | N | P | BP | BC | Diff | Pts | Qualification         |
| ---- | -------- | - | - | - | - | -- | -- | ---- | --- | --------------------- |
| 1    | Mexique  | 4 | 4 | 0 | 0 | 45 | 0  | +45  | 12  | Coupe d'Amérique 2022 |
| 2    | Pérou    | 4 | 2 | 0 | 2 | 10 | 14 | -4   | 6   | Coupe d'Amérique 2022 |
| 3    | Équateur | 4 | 0 | 0 | 4 | 0  | 41 | -41  | 0   |                       |

Source: FIH
En cas d'égalité de points de plusieurs équipes à l'issue des matchs de poule, les critères suivants sont appliqués dans l'ordre indiqué pour établir leur classement:
1. Points de chaque équipe,
2. Matchs gagnés,
3. Différence de buts,
4. Buts pour,
5. Plus grand nombre de points obtenus dans les matchs de poule disputés entre les équipes concernées,
6. Buts marqués en plein jeu.

### Matches
| Match 1                 | (33) Mexique | 15 - 0  | Équateur (83) |                                       |                                       |
| 26 septembre 2021 15h00 | Muñoz 3e, 55e · F. Aguilar 3e, 47e · Rangel 9e · J. Aguilar 10e, 35e · Villegas 12e, 29e, 39e · Palma 13e, 17e · Gomez 21e, 34e · Hernández 54e | (9 - 0) |               | Arbitrage : Reinier Diaz Luis Cardona | Arbitrage : Reinier Diaz Luis Cardona |
| 26 septembre 2021 15h00 | Rapport |         |               | Arbitrage : Reinier Diaz Luis Cardona | Arbitrage : Reinier Diaz Luis Cardona |

Repos:  Pérou
| Match 2                 | (41) Pérou | 0 - 7   | Mexique (32)                                                                      |                                        |                                        |
| 27 septembre 2021 16h00 |            | (0 - 3) | 8e F. Aguilar · 9e, 56e Rangel · 26e Hernández · 48e Gomez · 57e Muñoz · 60e Sosa | Arbitrage : Mary Driscoll Reinier Diaz | Arbitrage : Mary Driscoll Reinier Diaz |
| 27 septembre 2021 16h00 | Rapport    |         |                                                                                   | Arbitrage : Mary Driscoll Reinier Diaz | Arbitrage : Mary Driscoll Reinier Diaz |

Repos:  Équateur
| Match 3                 | (46) Pérou                                                     | 5 - 0   | Équateur (89) |                                       |                                       |
| 28 septembre 2021 15h00 | Diaz Espinosa 7e · Schouller 26e · Corno 35e · Huanca 47e, 48e | (2 - 0) |               | Arbitrage : Mary Driscoll Oscar Lares | Arbitrage : Mary Driscoll Oscar Lares |
| 28 septembre 2021 15h00 | Rapport                                                        |         |               | Arbitrage : Mary Driscoll Oscar Lares | Arbitrage : Mary Driscoll Oscar Lares |

Repos:  Mexique
| Match 4                 | (30) Mexique | 16 - 0  | Équateur (90) |                                                   |                                                   |
| 29 septembre 2021 15h00 | F. Aguilar 5e, 14e, 40e, 44e · Gomez 9e, 10e, 19e · Rangel 14e, 55e · Mendez 19e · Muñoz 23e · Villegas 26e, 51e · Palma 48e · Sosa 50e · G. Gonzalez 52e | (9 - 0) |               | Arbitrage : Daniel Gonzalez Alvizuri Reinier Diaz | Arbitrage : Daniel Gonzalez Alvizuri Reinier Diaz |
| 29 septembre 2021 15h00 | Rapport |         |               | Arbitrage : Daniel Gonzalez Alvizuri Reinier Diaz | Arbitrage : Daniel Gonzalez Alvizuri Reinier Diaz |

Repos:  Pérou
| Match 5                | (41) Pérou                                                  | 5 - 0   | Équateur (90) |                                         |                                         |
| 1er octobre 2021 15h00 | Huanca 12e · Lopez 28e · Schouller 34e, 43e · De Martis 50e | (2 - 0) |               | Arbitrage : Luis Cardona Victoria Pazos | Arbitrage : Luis Cardona Victoria Pazos |
| 1er octobre 2021 15h00 | Rapport                                                     |         |               | Arbitrage : Luis Cardona Victoria Pazos | Arbitrage : Luis Cardona Victoria Pazos |

Repos:  Mexique
| Match 6              | (40) Pérou | 0 - 7   | Mexique (30)                                                                   |                                          |                                          |
| 2 octobre 2021 13h00 |            | (0 - 3) | 4e Palma · 10e, 56e Hernández · 25e, 47e Villegas · 46e Muñoz · 55e J. Aguilar | Arbitrage : Mary Driscoll Victoria Pazos | Arbitrage : Mary Driscoll Victoria Pazos |
| 2 octobre 2021 13h00 | Rapport    |         |                                                                                | Arbitrage : Mary Driscoll Victoria Pazos | Arbitrage : Mary Driscoll Victoria Pazos |

Repos:  Équateur